# سامانثا برستون
سامانثا برستون هي لاعبة كرلنغ كندية، ولدت في 15 ديسمبر 1984 في كالغاري في كندا.